# كارلوس ألبرتو توريس توريس
كارلوس ألبرتو توريس توريس (بالإسبانية: Carlos Alberto Torres Torres)‏ هو سياسي مكسيكي، ولد في 18 نوفمبر 1975 في ولاية باها كاليفورنيا في المكسيك. نشط حزبياً في حزب العمل الوطني. وقد انتخب عضو مجلس النواب المكسيك.